# بيلي باترسون
بيلي باترسون (بالإنجليزية: Billy Patterson)‏ هو لاعب كرة قدم أمريكية أمريكي، ولد في 20 أغسطس 1918 في هيلزبورو في الولايات المتحدة، وتوفي في 10 يوليو 1998.

## وصلات خارجية
- بيلي باترسون على موقع مرجع كرة القدم المحترفة.كوم (الإنجليزية)